# Нильсен, Джерри

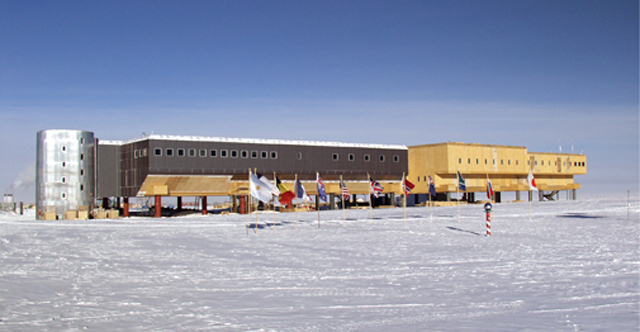
Антарктическая станция Амундсен-Скотт, январь 2006 года

Джерри Нильсен (англ. Jerri Lin Nielsen, урождённая Cahill; 1952—2009) — американский врач скорой медицинской помощи. Единственная женщина в мире, сделавшая сама себе биопсию молочной железы, находясь на антарктической станции Амундсен-Скотт.

## Биография
Родилась 1 марта 1952 года в городе Сейлем (штат Огайо). Была старшим ребёнком и единственной дочерью в семье Фила и Лорин Кэхилл (англ. Phil and Lorine Cahill). Окончила бакалавром Университет Огайо в городе Атенс. Затем обучалась в медицинском колледже в Толидо (штата Огайо), получив медицинскую степень. Во время обучения в университете познакомилась с Джеем Нильсеном (англ. Jay Nielsen), за которого впоследствии вышла замуж, и у них родилось трое детей (Джулия, Бен и Алекс). Развелись в 1998 году.
Джерри Нильсен работала врачом в различных медицинских областях и хирургом на скорой помощи. В 1998 году она заключила годичный контракт, чтобы работать в качестве врача на научно-исследовательской станции Амундсен-Скотт на Южном полюсе. В процессе работы на станции Нильсен обнаружила уплотнение в груди. После консультации с врачами посредством электронной почты и видео-конференций, она самостоятельно выполнила 22 июня 1999 года биопсию на своей груди. 22 июля Джерри получила известие из Национального института рака в Вашингтоне, в котором был сообщен диагноз — рак молочной железы. Она стала проводить сеансы химиотерапии с помощью медикаментов, сброшенных с самолёта, которые уменьшили опухоль, но в сентябре 1999 года наступило очередное ухудшение. Было принято решение об эвакуации Джерри, для чего на станцию был послан самолёт LC-130 Hercules, который забрал её и ещё одного члена экспедиции, который повредил бедро во время зимовки.
Вернувшись в Соединенные Штаты, провела несколько операций, включая мастэктомию, добившись ремиссии рака. В 2001 году вышла замуж за Тома Фитцджеральда (англ. Tom Fitzgerald) и в этом же году журналом Irish America была признана американским ирландцем года. Но в 2005 году рак снова проявил себя, дав метастазы в мозг, печень, кости. Несмотря на болезнь, Джерри Нильсен много путешествовала по миру, читала лекции, несколько раз побывала в Антарктиде. В октябре 2008 года рак сильно развился в виде опухоли головного мозга, но Нильсен  продолжала вести активный образ жизни до марта 2009 года.
Умерла 23 июня 2009 года в собственном доме в городе Саутуик (штат Массачусетс). Была кремирована, прах передан родным.

## В культуре
- Джерри Нильсен — автор книги «Я буду жить».
- Ghostwriter Марианна Воллерс (англ. Maryanne Vollers) написала художественное произведение Ice Bound: A Doctor’s Incredible Story of Survival at the South Pole, ставшее бестселлером The New York Times.
- Роль Джерри Нильсен сыграла Сьюзан Сарандон в фильме «В ледниковом плену» (англ. Ice Bound) в 2003 году.